# Chris Worthy
Christopher John Worthy (* 23. Oktober 1947 in Bristol, England; † 2. August 2007 in Vancouver, British Columbia) war ein kanadischer Eishockeytorwart britischer Herkunft, der im Verlauf seiner aktiven Karriere zwischen 1967 und 1976 unter anderem 26 Spiele für die Oakland Seals bzw. California Golden Seals in der National Hockey League sowie 86 weitere für die Edmonton Oilers in der World Hockey Association bestritten hat.

## Karriere
Worthy wurde im englischen Bristol geboren, wuchs aber in der kanadischen Provinz Ontario auf. Während seiner Juniorenzeit spielte der Torwart zwischen 1965 und 1968 für die Flin Flon Bombers – zunächst in der Saskatchewan Junior Hockey League, später dann in der Canadian Major Junior Hockey League bzw. Western Canada Hockey League. Zum Abschluss seiner Juniorenkarriere schaffte es Worthy ins First All-Star Team der WCHL gewählt zu werden. Zudem erhielt er die Del Wilson Trophy als bester Torwart der Liga.
Zur Saison 1968/69 wurde Worthy von den Oakland Seals aus der National Hockey League unter Vertrag genommen, nachdem seine Transferrechte im Frühjahr 1968 gemeinsam mit Gary Jarrett, Howie Young und Doug Roberts von den Detroit Red Wings zu den Seals transferiert worden waren. Im Gegenzug hatten die Red Wings Bobby Baun und Ron Harris erhalten. Bei den Oakland Seals füllte Worthy gemeinsam mit Charlie Hodge den Posten des Ersatzmanns von Stammkraft Gary Smith aus und kam in seinem ersten Profijahr zu 14 Einsätzen. In der Folge stand der Schlussmann hauptsächlich in den Minor Leagues zwischen den Pfosten. So war er bis zum Sommer 1973 unter anderem für die Seattle Totems und Denver Spurs in der Western Hockey League, die Providence Reds in der American Hockey League und Kansas City Blues in der Central Hockey League aktiv. Lediglich in der Saison 1970/71 kamen weitere elf NHL-Einsätze für das mittlerweile unter dem Namen California Golden Seals firmierende Franchise zu seiner Vita hinzu.
Erst zur Spielzeit 1973/74 endete für Worthy eine unstete Zeit, und er fand bei den Edmonton Oilers in der World Hockey Association für die folgenden drei Spieljahre bis zu seinem Karriereende eine feste Anstellung. Er absolvierte in diesem Zeitraum 82 Spiele, ehe er 29-jährig seine aktive Karriere für beendet erklärte. Worthy verstarb im August 2007 wenige Wochen vor seinem 60. Geburtstag im kanadischen Vancouver an den Folgen von Bauchspeicheldrüsenkrebs.

## Erfolge und Auszeichnungen
- 1968 Del Wilson Trophy
- 1968 WCHL First All-Star Team

## Statistik
(Legende zur Torhüterstatistik: GP oder Sp = Spiele insgesamt; W oder S = Siege; L oder N = Niederlagen; T oder U oder OT = Unentschieden oder Overtime- bzw. Shootout-Niederlage; Min. = Minuten; SOG oder SaT = Schüsse aufs Tor; GA oder GT = Gegentore; SO = Shutouts; GAA oder GTS = Gegentorschnitt; Sv% oder SVS% = Fangquote; EN = Empty Net Goal; 1 Play-downs/Relegation; Kursiv: Statistik nicht vollständig)